# Sven Hallman (1714-1776)
Sven Hallman, född 14 mars 1714 i Godegårds församling, Östergötlands län, död 26 oktober 1776 i Regna församling, Östergötlands län, var en svensk präst.

## Biografi
Sven Hallman föddes 1714 i Godegårds församling och döptes 31 mars samma år. Han var son till klockaren Johan Hallman och Anna Svensdotter. Hallman studerade i Linköping och blev höstterminen 1737 student vid Lunds universitet. Han prästvigdes 10 juni 1742 till adjunkt i Regna församling och blev 1754 kyrkoherde i församlingen. Hallman var predikant vid prästmötet 1755 och avled 1776 i Regna församling.

### Familj
Hallman gifte sig första gången 10 april 1743 med Anna Catharina Hulthin (1714–1749), dotter av kyrkoherden Magnus Hulthin i Regna församling och Anna Christina Steuchman. De fick tillsammans barnen Maria Hallman (1744–1745), porträttmålaren Magnus Hallman (1745–1822), tingsnotarien Johan Hallman (född 1747) i Finland och Anna Catharina Hallman (1749–1749).
Hallman gifte sig andra gången 9 maj 1751 med Sigrid Catharina Rhyzelius, dotter av kaptenen Jacob Rhyzelius. De fick tillsammans barnen Jacob Hallman (1751–1752), rustmästaren Anders Jacob Hallman (1753–1828), Anna Christina Hallman (1755–1758), Anna Christina Hallman (1759–1834), Sven Hallman (1762–1763), handlanden Adolph Hallman (född 1764) i Norrköping, Maria Sophia Hallman (1767–1768) och bruksförvaltaren Sven Hallman (född 1769) i Vinnerstads socken.